# Chaféisme

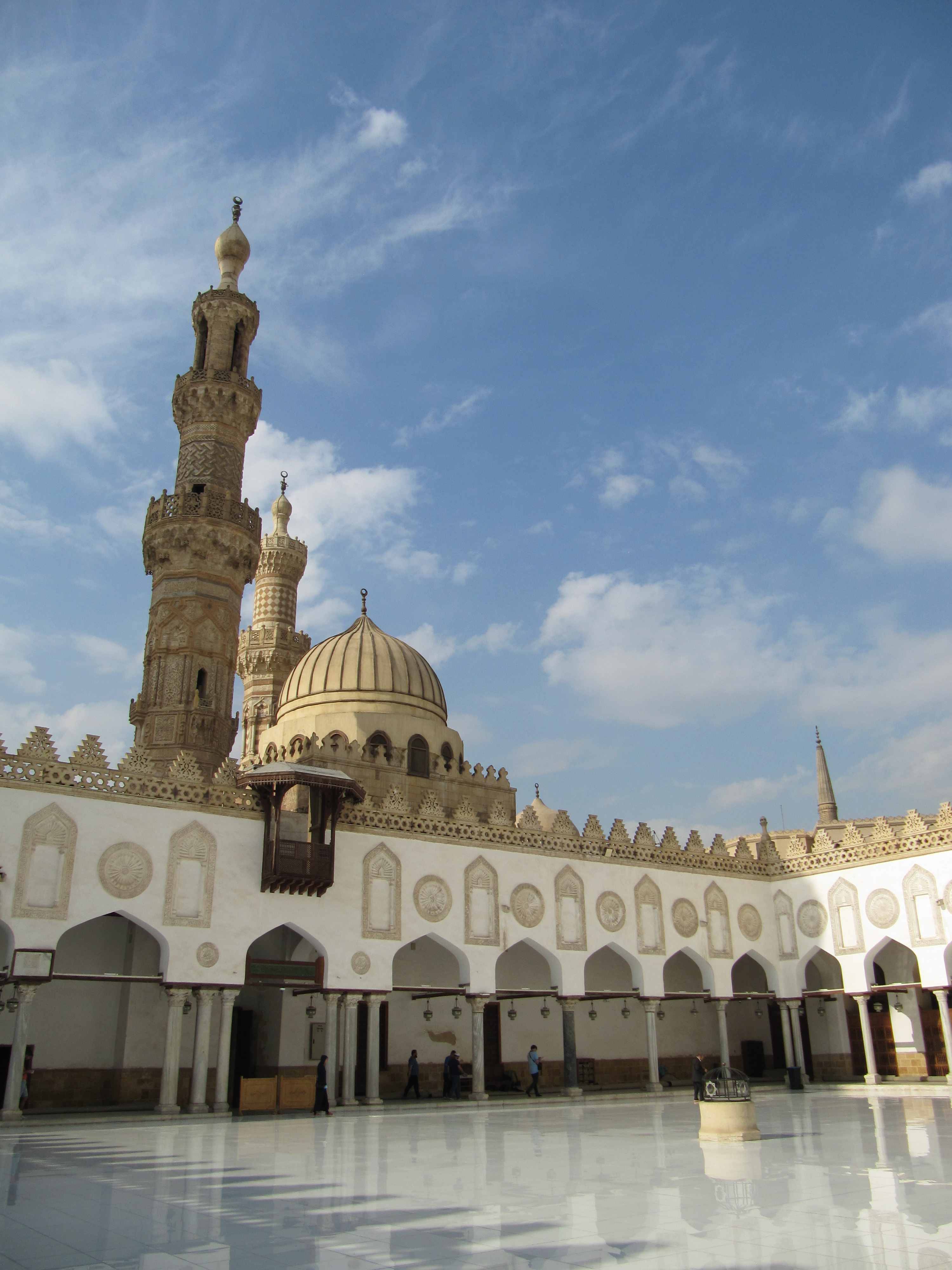
Mosquée Al-Azhar, fondée en 970, est une des plus anciennes mosquées du Caire et le siège de l'université al-Azhar.

Le chaféisme, aussi orthographié shafiisme ou chafiisme, est l'une des quatre écoles (madhhab) de jurisprudence (fiqh) de l'islam sunnite. Elle est fondée sur l'enseignement de l'imam Ash-Shâfi'î (767-820) et de ses disciples. Il est considéré comme un compromis entre les écoles hanafite et malikite. 
L’école chaféite s'appuie principalement sur le Coran et les hadiths pour prescrire la charia,. Là où les passages du Coran et des hadiths sont ambigus, l’école a d'abord recours à l'ijmâ'– le consensus des ouléma (communauté des érudits musulmans). Si aucun consensus n'existe, l’école chaféite fait appel à l'effort d'interprétation (ijtihad) d'un compagnon du prophète musulman Mohammed, puis à l'analogie (qiyâs). 
Bagdad et Le Caire étaient les principaux centres du chaféisme. Depuis ces deux villes, la doctrine chaféite s’est répandue dans diverses parties du monde musulman. Au IVe siècle du calendrier hégirien, La Mecque et Médine sont devenues les centres principaux de l'école chaféite en dehors de l'Égypte. Au cours des siècles précédant l'émergence de l'Empire ottoman, l'école chaféite était celle qui comptait le plus de mouqallidoune (personnes faisant son taqlid) sur la planète. Ce n’est que sous les sultans ottomans au début du Xe siècle du calendrier hégirien que les chaféites perdirent de leur puissance. En effet, à cette époque là, les hanafites furent investis du pouvoir judiciaire à Constantinople et dans les autres grands centres du califat ottoman, tandis qu'au même moment le jafarisme s'implantait en Perse (un bastion du chaféisme qui donna au madhhab certains de ses plus grands noms) où le chiisme duodécimain était devenu religion d'État en 906 AH. En dépit de ces changements de nature politique, les peuples d'Égypte, de Syrie et du Hedjaz continuèrent de suivre le madhhab chaféite. Aujourd'hui, il reste prédominant au Yémen, en Afrique de l'Est, en Égypte, au Kurdistan, au Daghestan, au Kerala, en Asie du Sud-Est (Indonésie, Thaïlande, Philippines, et c'est le madhhab d'État en Malaisie et à Brunei) et dans la communauté javanaise du Suriname.
En 2016, un concile, inauguré par le grand imam de l'Azhar, Ahmed al-Tayeb, rassemblant 200 personnalités sunnites du monde entier, s'est réuni dans le but de définir l’identité de ceux qui se font connaître comme « les gens du sunnisme » par opposition aux différents groupes considérés égarés. A l'issue de leurs travaux, les dignitaires sunnites sont convenus qu'au niveau du droit, les chaféites sont bien des gens du sunnisme ,.

## Formation dumadhhab

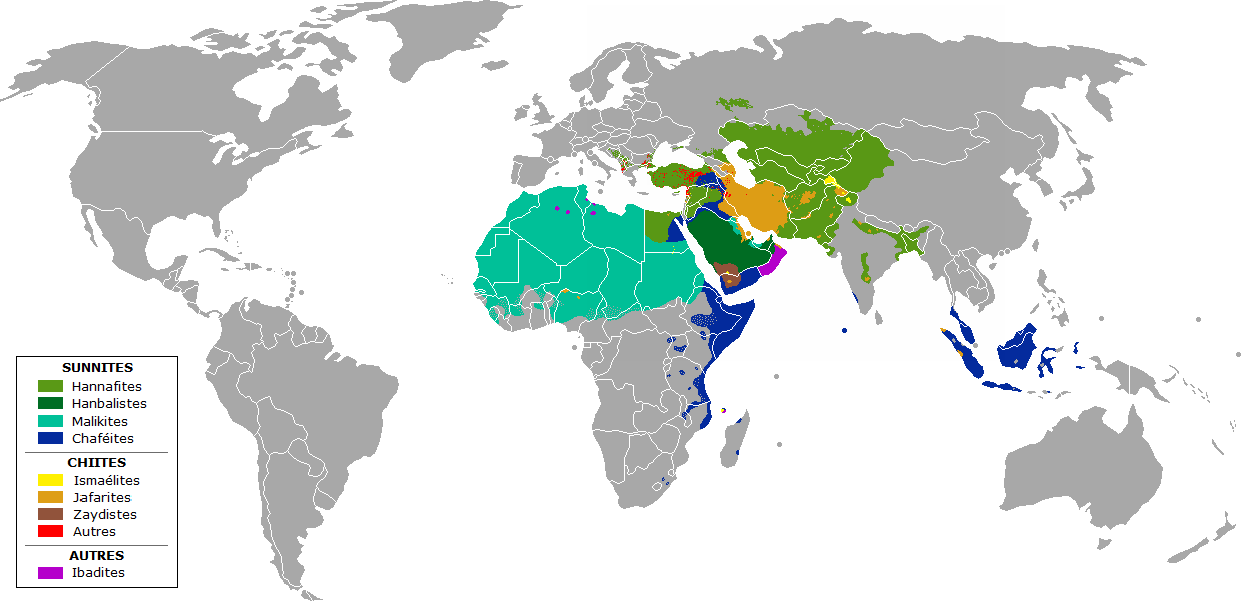
Répartition des écoles juridiques dans l'islam contemporain. Madhab chaféite en bleu foncé.

L'imam Ash-Shâfi'î combina en quelque sorte le fiqh du Hedjaz (madhhab maliki) avec celui d'Irak (madhhab hanafi) et créa ainsi son propre madhhab (école de pensée). Il rassembla les règles en dictant à ses élèves dans un livre nommé Al-Hujja (l'évidence). Cette rédaction se fit en Irak en 810 et certains de ses élèves apprirent son livre et le propagèrent, tels que l'imam Ahmad et Abou-Thawr, qui fondèrent chacun leur école (seule celle d'Ahmad eu l'occasion de survivre).
Il se rendit ensuite en Égypte pour étudier sous l'imam Al-Layth ibn Sa'd (en), mais ce dernier décéda peu avant son arrivée ; il put néanmoins étudier son madhhab de par ses élèves qui y étaient toujours présents.
En Égypte il assimila donc le fiqh de l'imam al-Layth  et fit rédiger son al-Madhhab al-Jadîd le nouveau madhhab, par opposition à al-Madhhab al-Qadîm qu'il avait en Irak) à ses étudiants dans un livre qu'il nomme Al-Umm. En effet ce voyage en Égypte le confronta à de différentes méthodes d'analyse de hadith et de raisonnements qui induisirent des changements nombreux de ses avis qu'il avait eu en Irak.

## Sources et méthodologie
Les sources sont, par ordre d'importance :
1. Le Coran : c'est la source première et l'imam Ash-Shâfi'î l'utilisa sans restriction.
2. La Sunna : Ash-Shâfi'î n'utilisait que les hadiths qui étaient scrupuleusement sahîh (authentiques), et rejeta les conditions fixées par Abou Hanifa ou Mâlik en la matière. Ash-Shâfi'î est aussi reconnu pour sa contribution aux critiques de hadiths.
3. Le consensus des compagnons (Ijma') : Ash-Shâfi'î le considérait comme la troisième source de loi islamique, pourtant il émit des doutes sur des cas rapportés de ijma' si bien qu'il ne l'acceptait que quand il était fermement établi.
4. L'opinion individuelle d'un compagnon : si des sahabas diffèrent sur un point, on se réfère à l'opinion qui convient la plus aux sources premières, rejoignant ici Abou Hanifa.
5. Le raisonnement par analogie (Qiyâs) : considérée comme méthode valide dans la déduction de lois, il considérait néanmoins sa propre opinion inférieure aux preuves établies par l'opinion d'un compagnon.
6. L'Istishab (recherche de connexion entre des situations) : Ash-Shâfi'î rejeta les principes d'istihsân (pouvoir judiciaire discrétionnaire des fuqaha dûment qualifiés) d'Abou Hanifa[7] et d'istislâh de l'imam Mâlik considérés comme forme de bidʻah (innovation), puisque selon lui ces méthodes étaient fondées sur un raisonnement humain dans des domaines où des lois étaient établies des sources mentionnées plus haut. Cependant aux prises avec des problèmes similaires Ash-Shâfi'î dut recourir à un principe similaire à l'istihsân et à l'istislâh, qu'il nomma istis'hâb. Signifiant littéralement "rechercher un lien", il cherche à renvoyer un ensemble de circonstances postérieures à des circonstances antérieures. Ceci est fondé sur la supposition que des lois de fiqh appliquées en certaines conditions restent valides tant qu'il n'est pas établi clairement que ces conditions ont changé. Si par exemple quelqu'un est absent un si long moment qu'on pense qu'il est peut-être mort, alors par istishab toutes les lois seront appliquées comme s'il était certain qu'il est en vie.

## Élèves et savants chaféites célèbres

### Classiques (jusqu'auXIIesièclede l'Hégire)
- Ibn Hichâm (m. 218 AH/vers 834)
- Al-Houmaïdi (en) (m. 219 AH/834)
- Al-Buwayti (m. 231 AH/846)
- Harith al-Muhasibi (m. 243 AH/857)
- Harmala ibn Yahya (ar) (m. 243 AH/857)
- ezzanadi (m. 245 AH/859)
- Al-Karabisi (ar) (m. 248 AH/862)
- Al-Zafarani (ar) (m. 260 AH/874)
- Muslim ibn al-Hajjaj (m. 261 AH/875)
- Al-Muzanî (m. 264 AH/878) fut l'élève d'Ash-Shâfi'î, un grand nombre d'ouléma du Khorassan étudièrent l'école chaféite directement auprès de lui.
- Al-Maradi (m. 270 AH/883), muezzin de la mosquée Amr ibn al-As où Ash-Shâfi'î enseignait, il fut son élève ainsi que le principal rapporteur de ses avis et ouvrages
- Ibn Majah (m. 273 AH/886)
- An-Nasa'i (m. 303 AH/915)
- Ibn Surayj (ar) (m. 306 AH/918)
- Ibn Khouzayma (m. 311 AH/923)
- Ibn al-Moundhir (en) (m. 318 AH/930)
- Al-Achari (m. 324 AH/ vers 936)
- Al-Daraqutni (m. 385 AH/995)
- Abū Tālib al-Makkī (m. 386 AH/996)
- Hakim al-Nishaburi (m. 405 AH/1014)
- Ibn Furak (m. 406 AH/1015)
- Abou Hamid al-Isfarayini (m. 406 AH / vers 1027)
- Abdel al Jabbar Ibn Ahmad (m. 415 AH/1024)
- Al-Tha'labi (m. 427 AH/1036)
- Abou Mansour al-Baghdadi (m. 429 AH/1038)
- Abu Nu`aym (m. 430 AH/1039)
- Al-Mâwardi (m. 450 AH/1058)
- Al-Bayhaqi (m. 458 AH/1066)
- Al-Khatib al-Baghdadi (m. 463 AH/1071)
- Al-Qushayri (m. 465 AH/1073)
- Abou Ishaq al-Shirazi (it) (m. 476 AH/1083)
- Al-Jouwayni (m. 478 AH/1085)
- Nizam al-Mulk (m. 485 AH/1092), grand-vizir de l'Empire seldjoukide de 456 AH jusqu'à son assassinat. D'après son beau-fils Moughatil ibn Bakri (en), il serait devenu chiite après avoir assisté à un débat entre ouléma sunnites et chiites[8].
- Ibn Abi Saqr al-Wasiti (ar) (m. 498 AH/1105)
- Abu Hamid Al-Ghazâlî (m. 505 AH/1111)
- Al-Baghawi (m. 516 AH/1122)
- Ahmad Ghazali (m. 520 AH/1126)
- 'Ayn-al-Qużāt Hamadānī (m. 525 AH/1131)
- Yusuf Hamdani (m. 535 AH/1140)
- Al-Shahrastani (m. 548 AH)
- Ibn Abi al-Khaïr al-Omrani (ar) (m. 558 AH/1153), connu pour sa contribution à l'introduction de l'école au Yémen.
- Najib Sohrawardi (m. 563 AH/1168)
- Ibn Asakir (m. 571 AH/1175)
- Ahmed ar-Rifa'i (m. 578 AH/1182)
- Shihab al-Din Sohrawardi (m. 587 AH/1191)
- Saladin (m. 589 AH/1193), homme de pouvoir kurde connu pour avoir repris Jérusalem aux croisés en 583 AH
- Fakhr ad-Dîn ar-Râzî (m. 606 AH/1209), auteur du Grand Commentaire du Coran, Mafâtih al-ghayb
- Ibn al-Athîr (m. 630 AH/1233)
- Sayf al-Din al-Amidi (en) (m. 631 AH/1234)
- Ibn Abi al-Dam (en) (m. 642 AH/1244)
- Ibn al-Salah (en) (m. 643 AH/1245)
- Shams ed Dîn Tabrîzî (m. 646 AH/1248)
- Ibn Abi al Hadid (m. 656 AH/1258)
- Al-Moundhiri (ar) (m. 656 AH/1258)
- Izz al-Din ibn 'Abd al-Salam (m. 660 AH/1262)
- Ibn Malik (en) (m. 672 AH/1273)
- Ahmad al-Badawi (m. 674 AH/1275)
- Al-Nawawi (m. 676 AH/1277)
- Ibn Khallikân (m. 681 AH/1282)
- Al Baidawi (m. 685 AH/1286)
- Ibn Nafis (m. 687 AH/1288), médecin connu pour avoir été le premier à décrire la petite circulation sanguine
- Ibrahim al-Dasouki (m. 674 AH/1296)
- Ibn Daqiq al-Eid (m. 702 AH/1302)
- Safi al-Din Ardabili (m. 735 AH/1335), fondateur de la tariqa safavieh, dont est issue la dynastie des séfévides
- Youssouf ibn Abd al-Rahman al-Mizzi (en) (m. 742 AH/1341)
- Al-Dhahabi (m. 748 AH/1347)
- Taqi ad-Din as-Subki (en) (m. 756 AH/1355)
- Saïd de Mogadiscio (m. 762 AH ou 766 AH)
- Al-Misri (ar) (m. 769 AH/1367)
- Taj ad-Din as-Subki (en) (m. 771 AH/1369)
- Ibn Kathir (m. 774 AH/1372)
- Taftazani (m. 792 AH/1390)
- Kamal Khojandi (en) (m. 792 AH/1390)
- Badreddine az-Zarkashi (en) (m. 794 AH/1392)
- Ibn al-Moulaqqin (ar) (m. 804 AH/1401)
- Siraj ad-Din al-Bulqini (it) (m. 805 AH/1402)
- Abdur-Rahim al-Iraki (en) (m. 806 AH/1403)
- Noureddine al-Haythami (en) (m. 807 AH/1404)
- Al-Damiri (m. 808 AH/1405)
- Ibn Nuhaas (en) (m. 814 AH)
- Firuzabadi (m. 817 AH/1411)
- Ibn al-Jazari (m. 833 AH/1430)
- Ibn Hajar al-Asqalani (m. 852 AH/1448) a reçu le titre de Commandeur des croyants
- Al-Sakhawi (en) (m. 902 AH/1497)
- Ali ibn Ahmad as-Samhoudi (en) (m. 911 AH/1505)
- Al-Suyūtī (m. 911 AH/1505)
- Al-Qastallani (m. 923 AH/1517)
- Zakariyya al-Ansari (m. 926 AH/1520)
- al-Sha'rani (m. 973 AH/1565)
- Ibn Hajar al-Haytami (m. 973 AH/1565)
- Al-Khatib el-Sherbini (en) (m. 977 AH/1569)
- Shams al-Dîn al-Ramli (ar) (m. 1004 AH/1595)
- Abdullah ibn Alawi al-Haddad (en) (m. 1132 AH/1720)

### Contemporains (à partir duXIIIesièclede l'Hégire)
- Abd al-Rahman al-Jabarti (m. 1240 AH/1824)
- Ibrahim al-Bajouri (en) (m. 1276 AH/1859)
- Al-Zaïla'i (en) (m. 1299 AH/1882)
- Ahmad Ibn Zaynî Dahlân (m. 1304 AH/1887)
- Cheikh Soufi (en) (m. 1322 AH/1904)
- Al-Barawi (en) (m. 1327 AH/1909)
- Youssouf al-Nabhani (en) (m. 1350 AH/1931)
- Abdallah el-Koutbi (en) (m. 1371 AH/1952)
- Saïd Nursî (m. 1379 AH/1959)
- Taqiuddin al-Nabhani (m. 1398 AH/1978), fondateur du parti Hizb ut-Tahrir
- Hamka (m. 1401 AH/1981)
- Ahmad Kaftaro (en) (m. 1425 AH/2004)
- Al-Harari (m. 1429 AH/2008)
- Mohammed Tantaoui (m. 1431 AH/2010)
- Al-Bouti (m. 1434 AH2013)
- Wahbah al-Zuhayli (m. 1436 AH/2015)
- Cheroussery Zaïn ud-Din Mousliyar (en) (m. 1437 AH/2016)
- Al-Alwani (en) (m. 1437 AH/2017)
- Hasyim Mouzadi (en) (m. 1438 AH/2018)
- Muhammad Naguib Attas (en)
- Ahmed al-Kubaisi (ar)
- Mohamed Selim el-Aoua
- Ali Koutty Mousliyar (en)
- Abdelaziz Madani (en)
- Ali Gomaa (en)
- Nuh Ha Mim Keller (en)
- Sayyid Muhammad Jifri Mouthoukkoya Thangal (en)
- Djibril Haddad (en)
- Omar ben Hafiz (en)
- Sayyid Ibrahim Khalil Al Boukhari (en)
- Saïd Foudah (ar)
- Al-Ninowy
- Al-Akiti (en)
- Al-Qaddoumi (en)

## Répartition géographique
Entre les deux « blocs » que représentent les Hanafites, présents en Asie mineure de la Turquie à l’Afghanistan et les Malikites, présents notamment en Afrique du Nord, l'islam chaféite est typique des régions frontalières (Égypte, frontières de l'Arabie Saoudite, Caucase) et des régions limitrophes de l'Islam (Afrique de l'est, océan Indien, Indonésie). C'est une tradition consensuelle et volontiers syncrétique, qui sépare rigoureusement politique et religion.

### En France
L'islam chaféite est relativement minoritaire parmi les musulmans de France, mais est prépondérant dans le département de Mayotte et parmi la population issue de l'immigration comorienne.